# 布蘭布爾峰
布蘭布爾峰（英語：Bramble Peak）是南極洲的山峰，座標72°22′S 166°59′E，位於維多利亞地的博克格雷溫克海岸，屬於勝利山脈的一部分，海拔高度2,560米（8,400英尺），現時由南極條約體系管理。